# Wilkins (cráter)

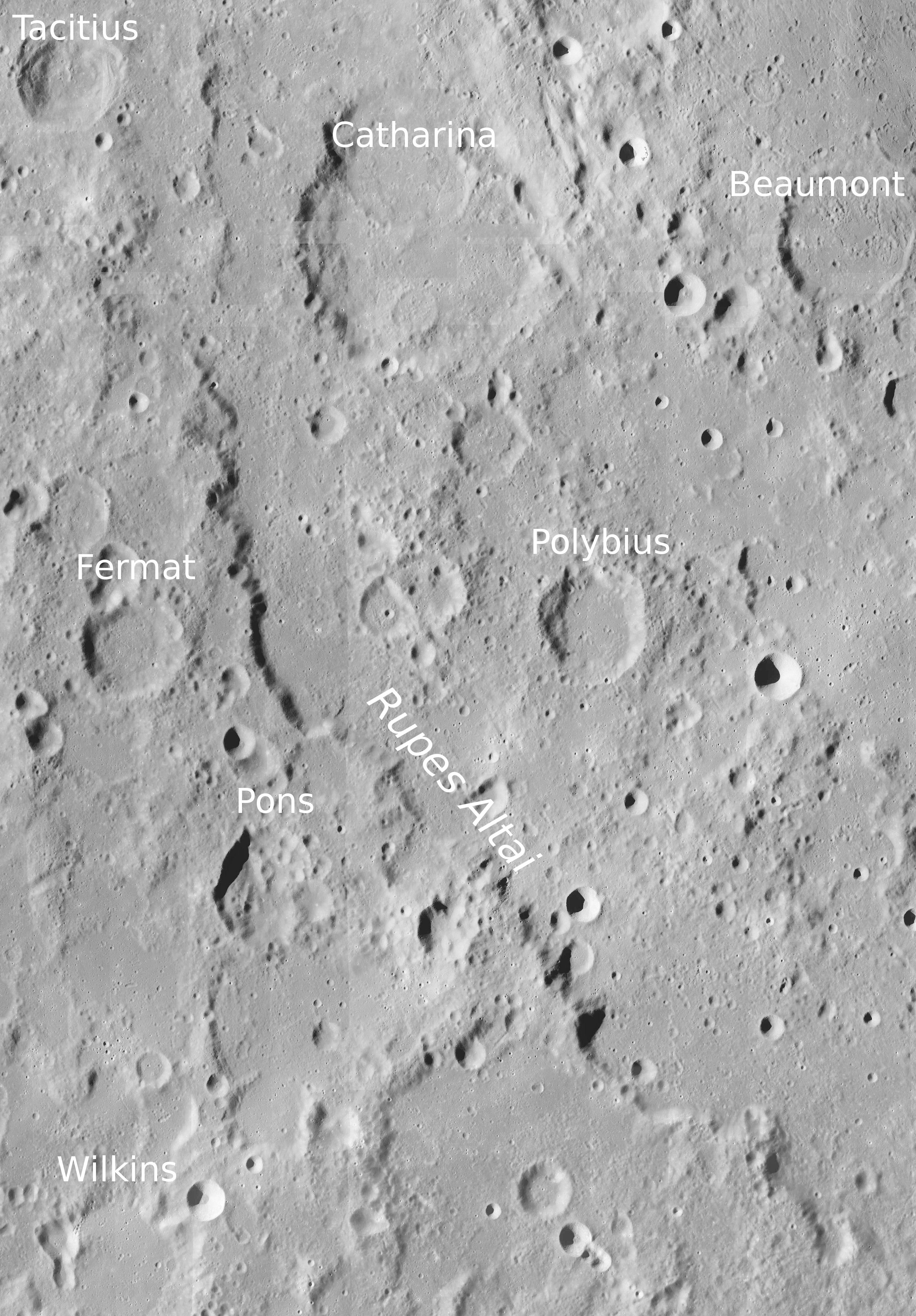
Entorno de Wilkins (esquina inferior izquierda de la imagen). Fotografía de la misión Lunar Reconnaissance Orbiter

Wilkins es un cráter de impacto que se encuentra en las accidentadas tierras altas de la parte sureste de la cara visible de la Luna. Se encuentra al suroeste del cráter Pons y del largo escarpe Rupes Altai. Justo al sureste se halla el cráter más grande Zagut, y al norte-noroeste aparece Sacrobosco aún más grande. Wilkins tiene 57 kilómetros de diámetro.
|  |

El borde exterior del cráter ha recibido daños considerables, dejando secciones casi desintegradas. La porción más intacta está en el sur, aunque incluso este borde aparece desgastado y tiene un valle al suroeste. Presenta una estrecha brecha curvada en el borde occidental, con el lado norte formado por un par de pequeños cráteres unidos que incluye a Wilkins A. El borde al noreste apenas se mantiene, y el borde aquí es bajo y marcado por valles y antiguos cráteres. El suelo interior de Wilkins es relativamente plano y sin rasgos distintivos, a excepción del borde cráter palimpsesto en el borde suroeste. El sistema de marcas radiales de Tycho se encuentra al norte del borde del cráter.
Lleva el nombre del astrónomo aficionado galés y cartógrafo lunar Hugh Percy Wilkins.

## Cráteres satélite
Por convención estos elementos son identificados en los mapas lunares poniendo la letra en el lado del punto medio del cráter que está más cercano a Wilkins.
|         | \| Wilkins \| Coordenadas \| Diámetro \| \| ------- \| ----------------------------- \| -------- \| \| A \| 29°06′S 18°54′E / -29.1, 18.9 \| 13 km \| \| B \| 29°30′S 18°54′E / -29.5, 18.9 \| 8 km \| \| C \| 30°48′S 20°06′E / -30.8, 20.1 \| 20 km \| \| D \| 28°00′S 17°42′E / -28.0, 17.7 \| 34 km \| \| E \| 28°18′S 19°30′E / -28.3, 19.5 \| 9 km \| \| F \| 30°18′S 20°24′E / -30.3, 20.4 \| 7 km \| \| G \| 30°00′S 18°24′E / -30.0, 18.4 \| 6 km \| \| H \| 28°36′S 18°30′E / -28.6, 18.5 \| 6 km \| |          |
| Wilkins | Coordenadas | Diámetro |
| A       | 29°06′S 18°54′E / -29.1, 18.9 | 13 km    |
| B       | 29°30′S 18°54′E / -29.5, 18.9 | 8 km     |
| C       | 30°48′S 20°06′E / -30.8, 20.1 | 20 km    |
| D       | 28°00′S 17°42′E / -28.0, 17.7 | 34 km    |
| E       | 28°18′S 19°30′E / -28.3, 19.5 | 9 km     |
| F       | 30°18′S 20°24′E / -30.3, 20.4 | 7 km     |
| G       | 30°00′S 18°24′E / -30.0, 18.4 | 6 km     |
| H       | 28°36′S 18°30′E / -28.6, 18.5 | 6 km     |